# Kiyohara Tama

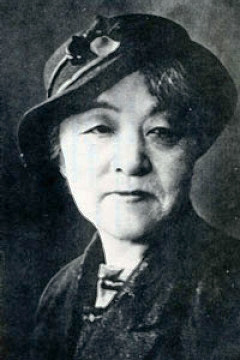
Tama Ragusa, 1939

Kiyohara Tama (japanisch 清原 玉, auch Kiyohara Otama (清原お玉), O'Tama Chiovara, Eleonora Ragusa oder Ragusa Tama (ラグーザ・玉); geboren 10. Juni 1861 in Shiba-Kanasugi (heute: Minato), Edo; gestorben 6. April 1939 ebenda) war eine japanische Malerin im westlichen Stil (Yōga) in der ausgehenden Edo- und Meiji-Zeit. Sie war verheiratet mit dem italienischen Bildhauer Vincenzo Ragusa und verbrachte den größten Teil ihres Lebens in Palermo auf Sizilien.

## Leben und Wirken

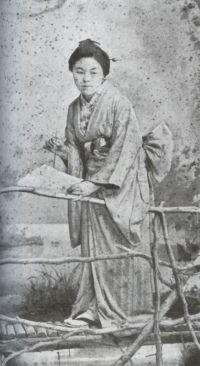
Tama in ihrer Jugend

Tama wurde 1861 als zweite Tochter des Gärtners Sadakichi und von Kane im Stadtteil Shiba-Kanasugi in Edo geboren. Schon in der Kindheit nahm sie bei einem Künstler namens Eishū Unterricht in japanischer (Nihonga) und westlicher (Yōga) Malerei. Zu diesem Zeitpunkt nahm sie den Künstlerinnennamen Eijū (栄寿) an. Von 1877 an besuchte sie die Kunstakademie des Ministeriums für öffentliche Arbeiten (工部美術学校, Kōbu Bijutsu Gakkō). An der Kunstakademie lernte sie Vincenzo Ragusa kennen, der dort Bildhauerei unterrichtete und für den sie 17-jährig Modell stand. Vincenzo unterrichtete Tama an der Kunstakademie auch in westlicher Malerei. Die beiden heirateten 1880 und Tama nahm den Vornamen Eleonora an.
Als Vincenzo zwei Jahre später in seine Heimat nach Sizilien zurückkehrte, begleitete Tama ihn. In Palermo besuchte sie die Accademia di belle arti di Palermo und studierte bei Salvatore Lo Forte. Zusammen mit Vincenzo eröffnete Tama 1884 eine Kunstgewerbeschule, an der sie Malerei unterrichtete. Sie nahm an Ausstellungen in Monreale, Venedig und Chicago teil und wurde mehrfach ausgezeichnet.
Als Vincenzo 1827 starb, vermachte Tama der Kunstakademie Tokio (東京美術学校, Tōkyō Bijutsu Gakkō) einige seiner Werke. In Japan veröffentlichten zu dieser Zeit zwei Zeitungen, die Osaka Mainichi Shimbun und die Tokyo Nichinichi Shimbun, Artikel über Tama, die sie in Japan bekannt machten. Tama kehrte 1933 nach über 50 Jahren in Italien mit ihrer Nichte nach Japan zurück. Sie eröffnete in Tokio ein Atelier, in dem sie die letzten Jahre ihres Lebens arbeitete.
Tama starb 1939 im Alter von 77 Jahren zuhause in Tokio an einer Hirnblutung. Entsprechend ihrem letzten Willen wurde die Hälfte ihrer Asche auf dem Gelände des Chōgen-ji, wo auch ein Gedenkstein an sie erinnert, die andere Hälfte beim Grab ihres Mannes in Italien bestattet.
Tamas Verdienst ist es, die japanische Kunst in die hermetisch abgeschlossene Welt der italienischen Kunst eingeführt und in Italien dadurch künstlerische Impulse gesetzt zu haben.

## Galerie

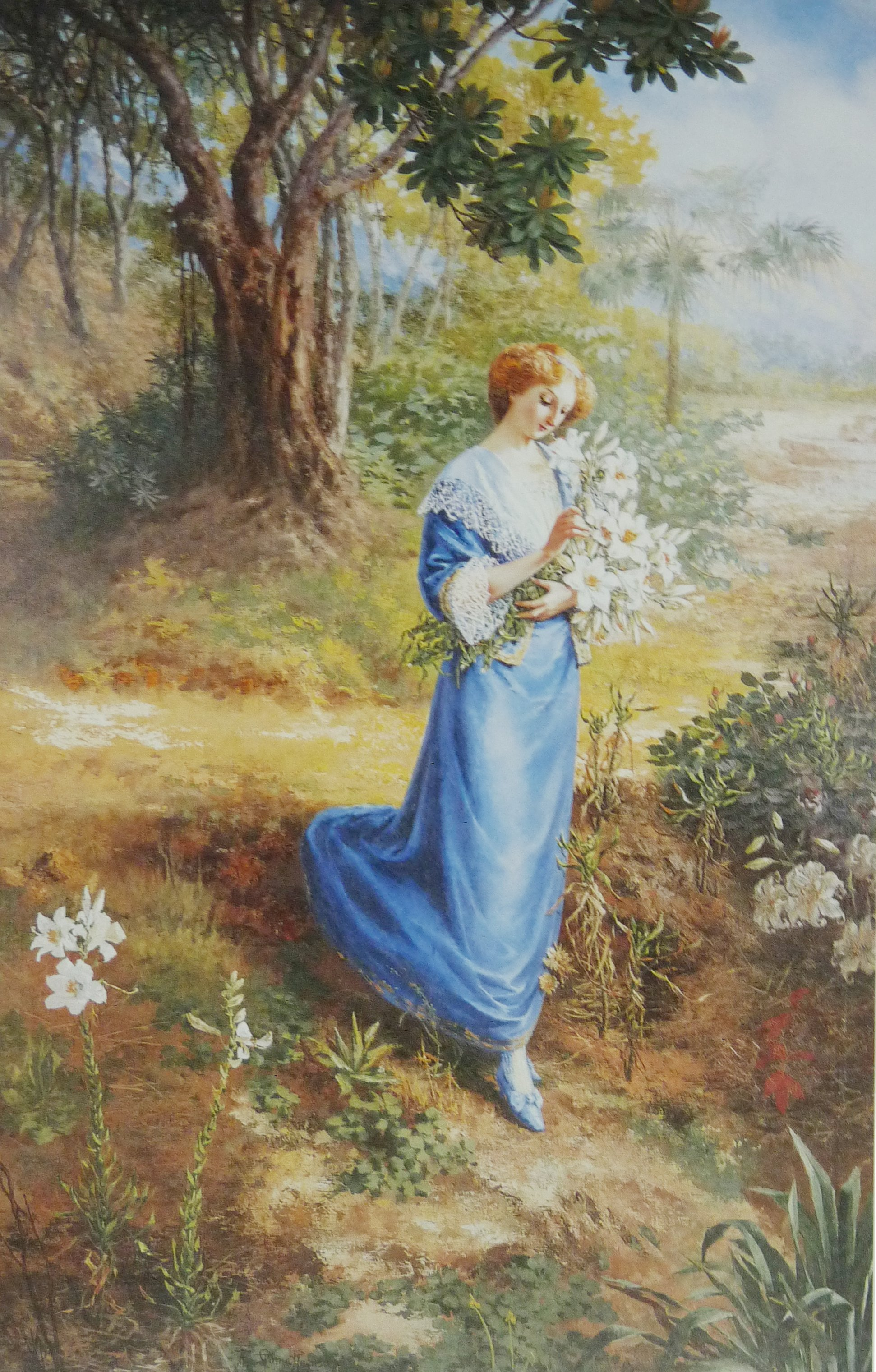
Haru (春, Frühling), 1912
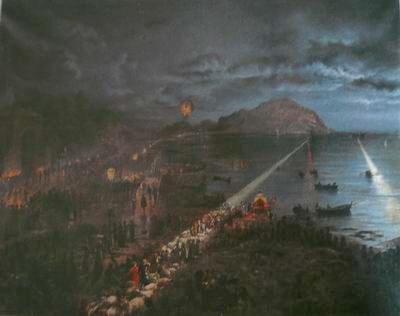
La Notte dell'Ascensione
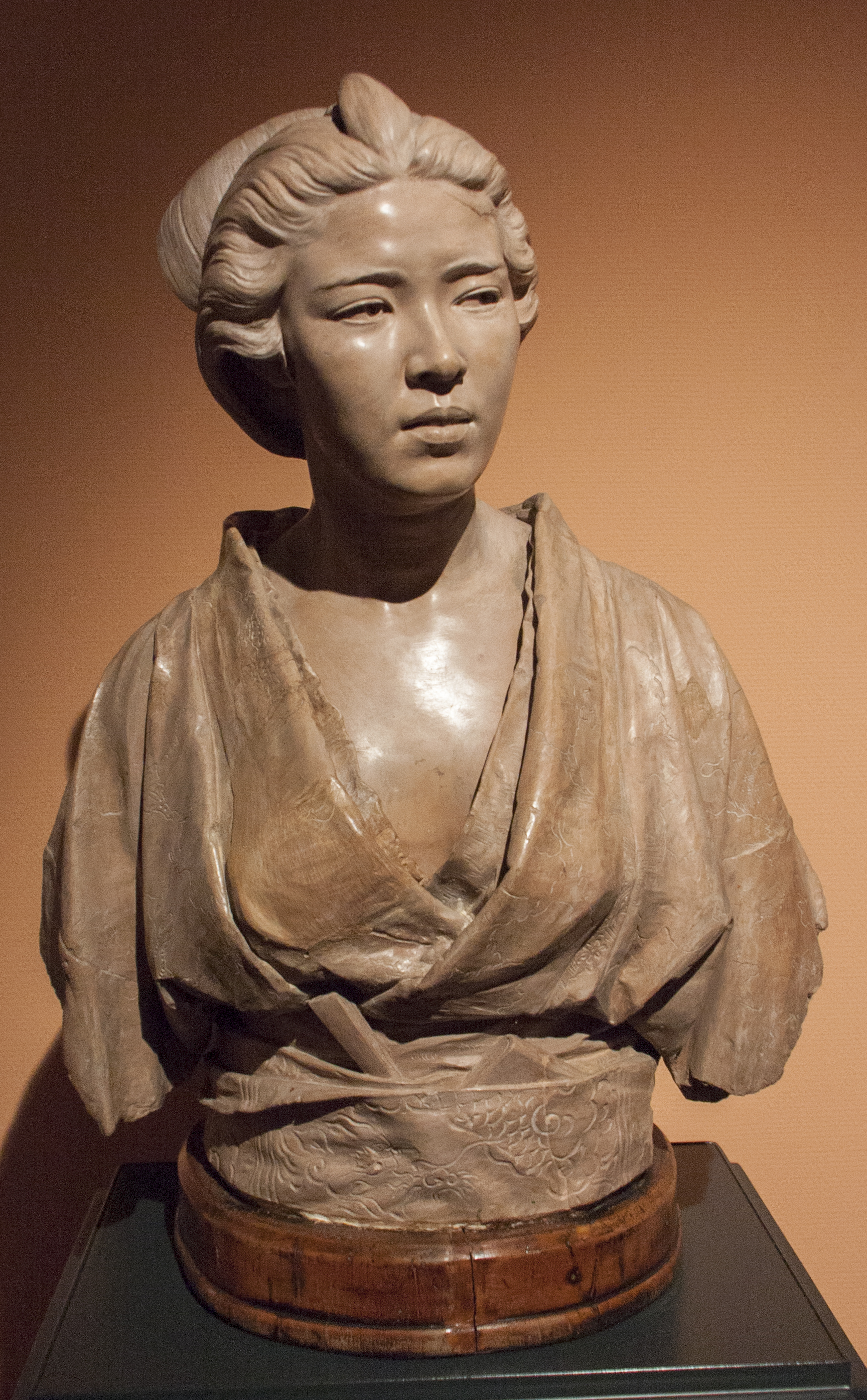
Büste Kiyoharas von ihrem Ehemann